# Hong Kong Observation Wheel
Hong Kong Observation Wheel  (kinesiska: 香港摩天輪) är ett pariserhjul i Hongkong. Det har byggts på mark med utsikt över Victoria Harbour som har skapats genom landåtervinning. Tomten är uthyrd på korttidskontrakt eftersom stadsplaneringen inte är klar.
Pariserhjulet byggdes i Europa av Swiss AEX och monterades på plats. Invigningen var planerad till sommaren 2014 men försenades av dåligt väder. Hjulet drevs av Swiss AEX till september 2017 då det övertogs av The Entertainment Corporation Limited på ett treårskontrakt.
Pariserhjulet har alltid varit omstritt. Det står i ett av Hongkongs bästa lägen och många hävdar att det finns både högre och bättre utsiktspunkter i området.
Det är osäkert vad som händer med pariserhjulet när kontraktet går ut år 2020.